# 368719 Asparuh
368719 Asparuh è un asteroide della fascia principale. Scoperto nel 2005, presenta un'orbita caratterizzata da un semiasse maggiore pari a 2,5904887 UA e da un'eccentricità di 0,2757497, inclinata di 6,48438° rispetto all'eclittica.